# Leontie Izot
Léonce (russe : Леонтий, roumain : Leontie), né le 26 août 1966 dans le județ de Tulcea en Roumanie, est depuis le 24 octobre 1996 l'actuel primat de l'Église orthodoxe vieille-ritualiste lipovène sous le nom de Leontie de Fântâna Albă (en russe et ukrainien Lavrentiy de Belaïa Krinitsa, Leontiy de Belaïa Krinitsa ou Lionti de Bila Krynytsya). Il est citoyen roumain. En russe son nom est Лавре́нтий Тере́нтьевич Изо́тов - Lavrenty Terentievitch Izotov. Son prénom pourrait être traduit en français par Léonce ou Laurent.

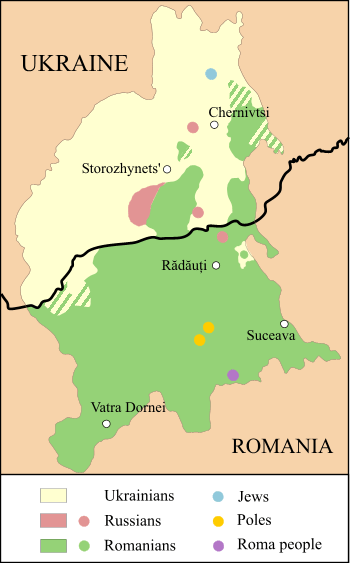
Position de Bila Krynytsya/Fântâna Albă en Bucovine.

Son siège métropolitain de Fântâna Albă est une localité de Bucovine, sur la frontière roumano-ukrainienne tracée en 1940 lors de l'occupation soviétique de la Bucovine du nord. Le nom de Fântâna Albă a alors été traduit en russe et ukrainien (respectivement Belaïa Krinitsa et Bila Krynytsya), et le siège de l'Église orthodoxe vieille-ritualiste lipovène qui s'y trouvait, a été transféré à Brăila en Roumanie, mais les Métropolites de cette église portent toujours le titre de Métropolite de Fântâna Albă et de tous les Chrétiens vieux-orthodoxes. Leur ancienne cathédrale métropolitaine se trouve à quelques centaines de mètres de la frontière, côté ukrainien ; la nouvelle est à Brăila.